# Madame ne veut pas d'enfants (film, 1926)
Pour les articles homonymes, voir Madame ne veut pas d'enfants.
Pour plus de détails, voir Fiche technique et Distribution.
Madame ne veut pas d'enfants (Madame wünscht keine Kinder) est un film allemand réalisé par Alexander Korda, sorti en 1926.

## Synopsis
Paul Le Barroy est un jeune avocat, choyé par la vie et ses domestiques ainsi que par sa petite amie, Louise Bonvin et il lui semble qu'il ne lui manque rien pour être heureux. Dans un accès d'exubérance, le célibataire endurci a l'idée qu'il serait temps de se marier et son serviteur est tout aussi stupéfait de ce changement d'avis que les amis de Paul. En fait, ce dernier a déjà trouvé une jeune femme de la bonne société, avec laquelle il pourrait mener à bien son projet. Il s'agit d'Elyane Parizot, elle aime la danse et faire des dépenses pour ses robes et ses fourrures. Elyane a en outre une sœur très jeune, Lulu, et sa mère est une danseuse de charleston aussi enthousiaste que persévérante. Peu de temps après, Paul et Elyane se fiancent, tandis que la précédente petite amie, Louise, se désespère de cet abandon.
Paul ressent rapidement les inconvénients de sa relation tumultueuse avec sa future épouse, car cette dernière souhaite tout le temps faire la fête en fréquentant les bars pour danser au son d'un orchestre de jazz et boire du champagne. Leur voyage de noces les mène jusqu'à Venise, Rome, les Pyramides d’Égypte ainsi que les Alpes suisses. Accompagné de Lulu et de sa belle-mère, Paul aspire peu à peu à retrouver le confort de sa vie à deux avec Louise. Pour ne pas entraver la vie indomptable de sa fille, sa belle-mère exige que son gendre lui jure de ne jamais faire de sa fiancée une bonne mère de famille. Paul accepte dans un premier à contrecœur  mais un soir, il en a assez et alors qu'un étranger drague les trois femmes dans une boîte de nuit en prétendant que les demoiselles sont des vénales, Paul confronte l'homme. Celui-ci est tout étonné de l'intervention de Paul, car pour lui, les trois sont clairement des femmes faciles. Paul conclut qu'il a raison et il s'en prend alors à son épouse pour lui faire la morale sur son mode de vie et la quitte.
Elyane ne se doute de rien et suppose que son mari, qui ne l'a pas habituée à de telles colères, se calmera sûrement et sera déjà allé se coucher. Mais le lendemain matin, le lit conjugal est vide et Elyane suppose que Paul la trompe. Elle fouille son bureau à la recherche d'indices et c'est alors qu'une carte de visite de Louise Bonvin, accompagnée d'un tendre adieu, lui tombe sous la main. Elyane est folle de jalousie et saisissant un pistolet, se précipite à l'appartement de Louise. Paul n'y a pas trouvé Louise, qui est actuellement en déplacement. Il avait donc passé la nuit à réfléchir à son mariage et le matin comme le fait toujours l'avocat, il est allé au tribunal. Quand Elyane arrive, Louise rentre elle aussi à la maison. Elyane la braque avec son arme mais Louise la rassure au point qu'elle n'est plus en danger. Pendant ce temps, la femme de chambre d'Elyane informe Paul des événements dramatiques. Celui-ci se précipite à toute vitesse à l'appartement de Louise mais au lieu d'y trouver un cadavre, il y découvre deux femmes enjouées qui bavardent paisiblement autour d'un bol de bonbons sur le dernier cri dans le monde de la mode. Louise a réussi à convaincre Elyane qu'il n'y avait pas de danger pour leur mariage, puisqu'elle avait elle-même l'intention de se marier. 
Louise parvient même à dissuader Elyane de ne pas avoir d'enfant. Et c'est ainsi que neuf mois plus tard, on apprend qu'elle a donné naissance à un bébé.

## Fiche technique
- Titre : Madame ne veut pas d'enfants
- Titre original : Madame wünscht keine Kinder
- Réalisation : Alexander Korda
- Scénario : Béla Balázs et Adolf Lantz d'après le roman de Clément Vautel
- Photographie : Robert Baberske et Theodor Sparkuhl
- Pays de production :  République de Weimar
- Format : Noir et blanc - 1,33:1 - Film muet
- Genre : Drame
- Dates de sortie :
  - République de Weimar : 14 décembre 1926
  - Turquie : 1927
  - États-Unis : 20 juin 1927 (New York)
  - Dictature nationale : 21 novembre 1927
  - Finlande : 1er janvier 1928

## Distribution
- María Corda : Elyane Parizot
- Harry Liedtke : Paul
- Maria Paudler : Louise Bonvin
- Trude Hesterberg : la mère d'Elyane
- Hermann Vallentin : l'oncle de Paul
- Dina Gralla
- Camilla Horn : danseuse (non créditée)
- Marlene Dietrich : danseuse (non créditée)
- John Loder : danseur (non crédité)